# Peromyscus bullatus
Peromyscus bullatus är en däggdjursart som beskrevs av Wilfred Hudson Osgood 1904. Peromyscus bullatus ingår i släktet hjortråttor, och familjen hamsterartade gnagare. IUCN kategoriserar arten globalt som akut hotad. Inga underarter finns listade i Catalogue of Life.
Med en kroppslängd av 8,8 till 10,4 cm, en svanslängd av 8,7 till 11,9 cm och en vikt av 20 till 36 g är arten medelstor inom släktet hjortråttor. Den har 1,9 till 2,5 cm långa bakfötter och påfallande stora öron som är 2,3 till 2,7 cm långa. Avvikande detaljer som skiljer Peromyscus bullatus från Peromyscus difficilis och piñonhjortråttan är en annan konstruktion benväggen bildar en del av hörselgången. Pälsen på ovansidan har en intensiv ockra färg som är lite blekare på ryggens topp. På undersidan är pälsen krämfärgad till vit. Fötterna är främst vita men de blir fram till vristen mörkare. Svansen är uppdelad i en brunaktig ovansida och en ljus undersida.
Denna hjortråtta är endemisk för två ställen i delstaten Veracruz i Mexiko. Det är högplatå som ligger 2000 till 2500 meter över havet. Områdena är täckta av gräs och buskar samt av några träd. Honor som troligen var dräktiga observerades under våren och hösten. Denna gnagare antas vara nattaktiv.